# Superpuchar Rumunii w piłce siatkowej mężczyzn (2021)
Superpuchar Rumunii w piłce siatkowej mężczyzn 2021 – trzecia edycja rozgrywek o Superpuchar Rumunii zorganizowana przez Rumuński Związek Piłki Siatkowej (Federaţia Română de Volei, FRVolei). Mecz rozegrany został 30 września 2021 roku w hali sportowej „Dumitru Popescu Colibași” (Sala Sporturilor „Dumitru Popescu Colibași”) w Braszowie. Wzięły w nim udział dwa kluby: mistrz Rumunii w sezonie 2020/2021 – CSM Arcada Galați oraz zdobywca Pucharu Rumunii w tym sezonie – Dinamo Bukareszt.
Po raz pierwszy zdobywcą Superpucharu Rumunii został klub Dinamo Bukareszt.

## Drużyny uczestniczące
| Drużyna           | Osiągnięcia w sezonie 2020/2021 |
| ----------------- | ------------------------------- |
| CSM Arcada Galați | mistrzostwo Rumunii             |
| Dinamo Bukareszt  | zdobycie Pucharu Rumunii        |

## Mecz
Czwartek, 30 września 2021 – 21:30 (UTC+3) • Sala Sporturilor „Dumitru Popescu Colibași”, Braszów
Widzów: 0
Czas trwania meczu: 130 minut
Sędziowie: Paul Szabo-Alexi i Bogdan Stoica
| CSM Arcada Galați   | 2:3                                       | Dinamo Bukareszt           |
| Filip Šestan 16 pkt | (18:25, 25:15, 23:25, 25:15, 15:8) raport | Gabriel Cherbeleață 20 pkt |

| Poz.                 | Nr | Zawodnik               | 1        | 2           | 3           | 4           | 5           | Pkt |
| -------------------- | -- | ---------------------- | -------- | ----------- | ----------- | ----------- | ----------- | --- |
| A                    | 2  | Ivan Raič              | 8 pięć   | 8 pięć      | 6 trzy      | 6 trzy      | 8 pięć      | 12  |
| Ś                    | 4  | Vasile Talpă           | 4 jeden  | 4 jeden     | 8 pięć      | 8 pięć      | 4 jeden     | 5   |
| Ś                    | 6  | Julian Bissette        | 7 cztery | 7 cztery    | 17 zmiana8  | 19 zmiana10 | 7 cztery    | 3   |
| R                    | 8  | Pedro Rangel           | 5 dwa    | 5 dwa       | 9 sześć     | 9 sześć     | 5 dwa       | 4   |
| P                    | 11 | Filip Šestan           | 6 trzy   | 6 trzy      | 4 jeden     | 4 jeden     | 6 trzy      | 16  |
| P                    | 12 | Marian Bala            | 9 sześć  | 9 sześć     | 7 cztery    | 18 zmiana9  | 9 sześć     | 14  |
| L                    | 17 | Vlad-Alexandru Kantor  | L        | L           | L           | L           | L           |     |
| Zmiany               |    |                        |          |             |             |             |             |     |
| R                    | 1  | Ionuț Teleleu          |          | 11 zmiana2  |             | 17 zmiana8  | 17 zmiana8  |     |
| P                    | 7  | Ovidiu-Costin Darlaczi |          |             |             | 4 pusty     | 15 zmiana6  |     |
| P                    | 9  | Alejandro Toro         |          | 21 zmiana12 | 21 zmiana12 | 7 cztery    | 21 zmiana12 | 1   |
| Ś                    | 10 | Tudor Magdaș           |          | 15 zmiana6  | 5 dwa       | 5 dwa       | 4 pusty     | 3   |
| A                    | 13 | Alexandru Rață         |          | 17 zmiana8  | 11 zmiana2  | 11 zmiana2  | 4 pusty     |     |
| L                    | 15 | Liviu Cristudor        |          | L           | L           | 4 pusty     | 4 pusty     |     |
| Nie weszli na boisko |    |                        |          |             |             |             |             |     |
| Ś                    | 5  | Andrei Butnaru         |          |             |             | 4 pusty     | 4 pusty     |     |
| Trener               |    |                        |          |             |             |             |             |     |
| Sergiu Stancu        |    |                        |          |             |             |             |             |     |

| Poz.                 | Nr | Zawodnik            | 1          | 2        | 3           | 4           | 5           | Pkt |
| -------------------- | -- | ------------------- | ---------- | -------- | ----------- | ----------- | ----------- | --- |
| Ś                    | 5  | Răzvan Mihalcea     | 9 sześć    | 5 dwa    | 6 trzy      | 5 dwa       | 5 dwa       | 10  |
| P                    | 6  | Ewoud Gommans       | 8 pięć     | 4 jeden  | 5 dwa       | 4 jeden     | 4 jeden     | 17  |
| Ś                    | 7  | Stefan Kovačević    | 6 trzy     | 8 pięć   | 9 sześć     | 8 pięć      | 8 pięć      | 5   |
| P                    | 9  | Božidar Ćuk         | 5 dwa      | 7 cztery | 8 pięć      | 7 cztery    | 7 cztery    | 19  |
| R                    | 10 | Cristian Bartha     | 7 cztery   | 9 sześć  | 4 jeden     | 9 sześć     | 9 sześć     | 2   |
| A                    | 11 | Gabriel Cherbeleață | 4 jeden    | 6 trzy   | 7 cztery    | 6 trzy      | 6 trzy      | 20  |
| L                    | 17 | Mihai Mărieș        | L          | L        | L           | L           | L           |     |
| Zmiany               |    |                     |            |          |             |             |             |     |
| A                    | 4  | Alexandru Ionescu   |            |          | 19 zmiana10 | 19 zmiana10 | 19 zmiana10 | 1   |
| P                    | 8  | Șerban Pașcan       | 15 zmiana6 |          |             | 4 pusty     | 4 pusty     | 1   |
| R                    | 13 | Filip Constantin    |            |          | 14 zmiana5  | 16 zmiana7  | 16 zmiana7  |     |
| L                    | 1  | Ryan Manoogian      | L          | L        | L           | L           | L           |     |
| Nie weszli na boisko |    |                     |            |          |             |             |             |     |
| Ś                    | 3  | Nikola Goić         |            |          |             | 4 pusty     | 4 pusty     |     |
| Trener               |    |                     |            |          |             |             |             |     |
| Siniša Reljić        |    |                     |            |          |             |             |             |     |

## Statystyki meczowe
| ARC | STATYSTYKI        | DIN |
| 88  | MAŁE PUNKTY       | 106 |
| 48  | ATAK              | 59  |
| 8   | BLOK              | 11  |
| 2   | SERWIS            | 5   |
| 30  | BŁĘDY PRZECIWNIKA | 31  |

## Ustawienie wyjściowe drużyn
| Talpă Rangel Šestan Bissette Raič Bala Kantor Cherbeleață Ćuk Kovačević Bartha Gommans Mihalcea Mărieș |